# A Hunka Hunka Burns in Love
A Hunka Hunka Burns in Love, titulado Burns enamorado en España y El Sr. Burns se enamora en Hispanoamérica, es el cuarto episodio de la decimotercera temporada de la serie animada Los Simpson, emitido originalmente el 2 de diciembre de 2001. El episodio fue escrito por John Swartzwelder y dirigido por Lance Kramer. Julia Louis-Dreyfus fue la estrella invitada. El episodio fue dedicado a George Harrison, exmiembro de The Beatles por su reciente muerte de cáncer en 2001. Gracias a una galleta de la fortuna, Burns se enamora de una policía llamada Gloria.

## Sinopsis
Todo comienza cuando la familia Simpson está paseando por el Barrio chino de Springfield. Entonces deciden ir a comer a un restaurante chino, donde Lisa tiene problemas para elegir un plato, ya que prácticamente todos llevan carne. Luego de comer les traen unas "galletas de la fortuna". Las abren y encuentran una tira de papel dentro, con un mensaje. Homer cree que los mensajes no son propios de dichas galletas, por lo que el restaurante lo contrata para escribir mensajes. 
Más tarde, el Sr. Burns abre una de esas galletas, y lee uno de los comunicados de Homer, el cual dice El amor le llegara el Día de la Bandera. Casualmente ese es el día. Entonces Waylon Smithers intenta seducirle fallidamente. Burns decide ir a buscar mujeres, por lo que va con Smithers a una fiesta para seducir a una mujer, pero falla. Luego van a un prostíbulo, pero no le interesa a Burns. De repente ve a una policía, llamada Gloria, que lo está multando debido a que su coche está mal aparcado. A falta de doce segundos para que termine el día, le pide salir. Gloria acepta. Al día siguiente pasan el día en la feria. Por la noche Gloria intenta decirle que se acabó, pero aparece Homer, que estaba persiguiendo a un perro que le había robado un chicle. Entonces éste convence a Gloria para que siga con el Sr. Burns, a cambio de una tarta. Desde entonces los acompaña en su citas para ayudar al Sr. Burns, como mover su brazo, reanimarle por ataques cardíacos, subirlos al dormitorio para que tengan relaciones sexuales o inyectarle un afrodisíaco. Homer aprovecha esto, tomando una jeringa medio desgastada, e inyectándosela para tener una relación sexual con su esposa, Marge, que termina oyendo hasta su vecino, Ned Flanders. 
Un día en la bolera el Sr. Burns le pide matrimonio a Gloria, que acepta. Mientras va a por una botella de vino espumoso, Snake, quien fue novio de Gloria, atraca la bolera. Entonces rapta a Gloria, que pierde su anillo, y a Homer; luego los lleva a su escondite, donde los toma de rehenes. Cuando llega el señor Burns, cree que Homer se ha llevado a Gloria, por lo que pide ayuda a la policía. Cletus llega a la comisaría y dice que los ha visto, y lo encierran. El cuerpo de policía tiende una redada al escondite de Snake. Mientras tanto, Homer intenta soltarse quemando las cuerdas que le atan, pero quema la casa y la pierna de Snake. Gloria sigue atrapada y Burns entra a rescatarla, pero al final es Gloria quien salva a Burns. Entonces empieza a criticar a Snake, pero se acaba enamorando de nuevo de él.
Finalmente Burns y la familia Simpson se van mientras que hablan sobre cómo llamar la atención para una mujer.